# In the Colonnades
In the Colonnades var ett svenskt heavy metal-band, aktivt från 1984 till 1995.

## Medlemmar
- Johan Pettersson – basgitarr (1984–1995), sång (1995)
- Magnus Gehlin – gitarr (1984–1995), död 2006
- Ingemar Sollgard – gitarr (1984–1995)
- Olle Borg –	orgel, keyboard (1984–1995)
- Olle Pettersson – trummor (1995)
- Ulf Lenneman – sång (1984–1991)

## Diskografi (urval)
Studioalbum
- In the Colonnades (1987)
- Scrap Metal Value (1991)
- Rest and Recreation (1995)

EP
- In the Colonnades (1986)